# ハリウッドにおける東アジア人の描かれ方
ハリウッドにおける東アジア人の描かれ方（ハリウッドにおけるひがしアジアじんのえがかれかた）は、いまなお論争の対象となっている。東アジア人が登場する際、しばしば実際の文化、衣裳、習慣等に忠実な描写よりもエスノセントリズムが反映される。
一例としてイエローフェイス (英語: Yellowface) という白人俳優が東アジア人役を演じる際に施す舞台化粧があげられる。白人俳優が黒人役を演じる際に施されるブラックフェイスと類義である。歴史的にハリウッド映画で広く行なわれ、現在でも続いている。21世紀だけでも『グラインドハウス』(2007年)、『燃えよ!ピンポン』(2007年)、『チャックとラリー おかしな偽装結婚!?』(2007年)、『アドレナリン:ハイ・ボルテージ』(2009年)、『クラウド アトラス』(2012年)でアジア系民族以外の俳優がイエローフェイスを施しアジアのカリカチュアで演じている。

## 初期のアジア系アメリカ人俳優
1910年代、ヴォードヴィルで活躍していた中国系アメリカ人歌手のリー・トン・フーがよく知られていた。
この頃、日本人俳優早川雪洲が映画に出演し始めた。パラマウント映画と契約し、『神々の怒り』(1914年)、『タイフーン』(1914年)を含むサイレント映画20本以上に出演し、ハリウッドのセックスシンボルと見なされていた。1918年にパラマウント映画との契約が終了したが、撮影所はまだ彼を起用したがっていた。しかし早川は自身の会社を立ち上げるためそれらを断った。この時が彼の人気の頂点であった。トーキーが登場すると、アメリカでの彼のキャリアは日本語訛りの英語では苦境に立たされた。第二次世界大戦に突入すると反日感情が高まり職を失った。1949年、第二次世界大戦をテーマにした映画でキャリアを再開し、『戦場にかける橋』(1957年)で第30回アカデミー賞助演男優賞にノミネートされた。
アンナ・メイ・ウォンが中国系アメリカ人映画スターの第一人者とされ、1922年の14歳の時に初出演し、1922年17歳の時に『恋の睡蓮』で白人が演じる主役の相手役を演じ、ハリウッドで異人種間の恋愛ルールを破った最初のアジア人となった。1924年までに彼女は世界的に知られるようになったが、映画での配役はステレオタイプや偏見によるものに限られ、うんざりしているところにアジア人以外の女優がアジア人役を演じるようになり、1928年、ウォンはハリウッドを離れてヨーロッパに向かった。1933年、『フィルム・ウィークリー』のドリス・マッキーによるインタビューにおいて、ウォンはハリウッドでの自分の役に関して意見した。「私は演じてきた役に飽き飽きしていた」。「ハリウッドでは私はそれほど必要にされなかった。なぜならプロデューサーたちは実際の中国人よりもハンガリー人、メキシコ人、ネイティブ・アメリカンが中国人役を演じることを好んでいるのだから」と語った。1935年、『大地』の主役に名前が挙がったが、結局白人女優ルイーゼ・ライナーが配役された。ウォンはオリエンタルな「ドラゴン・レディ」のステレオタイプの悪役を演じることを拒否したのである。
ケイ・ルークは『怪探偵張氏』シリーズでチャーリー・チャン(白人俳優ウォーナー・オランドおよびシドニー・トラーがイエローフェイスで演じた)の長男リー・チャンとして出演した他、1940年代の『グリーン・ホーネット』のオリジナルのカトー役、1940年の『チャイナタウンの怪人』のジェイムズ・リー・ウォン探偵役などを演じ、当時もっとも成功した俳優の1人となった。
韓国系アメリカ人俳優フィリップ・アーンは英語が流暢すぎて役を断られた後、日本人悪役を演じて殺害予告を受け立ち向かった。アーンは多くの作品に出演した。
アジア系アメリカ人俳優はそれでもキャリアをスタートさせようとする。イギリスとインドの混血のマール・オベロンは出自を偽装し、肌を白く塗り主役を演じることができた。1930年代から1940年代、ベンソン・フォン(チャーリー・チャンのシリーズの三男役)、ヴィクター・スン・ヤン(チャーリー・チャンのシリーズの次男)、リチャード・ロー(多数の日本人悪役)、ロータス・ロン(『チャイナタウンの怪人』でケイ・ルークの相手役リン・ウェン役で知られる)、スザンナ・キム、バーバラ・ジーン・ウォン、フェリー・フランケリ、チェスター・ガン、オナラブル・ウー、カン・トン、レイン・トム・ジュニア、モーリス・リュウ、ルディ・ロブルス、島田テル、ウィリー・ファン、トシア・モリ、ウィン・フーなどのアジア系アメリカ人俳優が映画のキャリアを開始し、先駆者として考えられている。
俳優ロバート・イトウは、多数のアジア系アメリカ人俳優が機会を待っているにもかかわらず、白人俳優はアジア人を演じることで職が保証されているとする記事を書いた。「実力で配役されるのはほんの一握りであり、限られた空間しかない。しかもアジア人俳優には雑役夫、料理人、洗濯屋、戦争時の気狂いの敵役ばかりで、著名な俳優には稀に「白人ヒーローのサイドキック役」が与えられるのみである。比較的主要なアジア人役には必ず白人俳優が配役される」と記した。

## 初期の歴史
1767年、アーサー・マーフィの劇作『The Orphan of China 』(趙氏孤兒)がフィラデルフィアで発表された。プロダクション初期の頃、俳優も観客もアジア人を見たことがなかった。
1915年、映画『蝶々夫人 (1915年の映画)』で白人女優メアリー・ピックフォードが蝶々夫人役を演じた。
ウェールズ系アメリカ人マーナ・ロイが「頼りになる少女」と呼ばれ様々なアジア人役を演じた。
実在した中国系ハワイアン探偵チャン・アパナをモデルにした探偵チャーリー・チャンがウォーナー・オランド、シドニー・トラー、ピーター・ユスティノフなど様々な白人俳優によって演じられた。
キャリアの中で1度でも顔に色を塗ってアジア人を演じた俳優にはロン・チェイニー、エドワード・G・ロビンソン、ロレッタ・ヤング、ボリス・カーロフ、ピーター・ローレ、アンソニー・クイン、シャーリー・マクレーン、キャサリン・ヘプバーン、リタ・モレノ、レックス・ハリソン 、ジョン・ウェイン、ミッキー・ルーニー、マーロン・ブランド、ルーペ・ヴェレス、アレック・ギネス、トニー・ランドール、ジョン・ギールグッド、マックス・フォン・シドー、リンダ・ハント、ジェイミー・リー・カーティス、デビッド・キャラダイン、ジョエル・グレイなどがいる。
フー・マンチューのような悪役や、蝶々夫人のようなアジア人女性で白人ヒーローの恋人役というのが不変のステレオタイプとなった。アジア系アメリカ人たちはこれに反抗するためイースト・ウエスト・プレイヤーズやメディア・アクション・ネットワーク・フォー・エイジアン・アメリカン(MANAA)などを組織した。
1930年から1968年、ヘイズ・コードがメジャーな映画会社から公開されたアメリカ合衆国の映画のほとんどを検閲していた。この制度では異人種間混交を描くことを禁止していた。
異人種間の結婚および異人種間混交は法律で禁じられていた。北アメリカでは、17世紀から13植民地で異人種間の結婚および異人種間混交の禁止が実施され、1967年までアメリカ合衆国の州やアメリカ合衆国の海外領土の一部でも実施され続けた。

## 初期の映画

### 『蝶々夫人』
『蝶々夫人』は元々ジョン・ルーサー・ロング著の短編小説であった。イタリアの作曲家ジャコモ・プッチーニはロンドンでこれを基にしたデーヴィッド・ベラスコの戯曲を観劇し、オペラ『蝶々夫人』を作成した。1904年2月17日、ミラノにあるスカラ座で初演された。
日本人の少女「蝶々さん」が白人のアメリカ海軍士官ピンカートンと結婚して一児をもうける話である。ピンカートンは蝶々さんを置き去りにし、蝶々さんの知らないピンカートンの故郷に戻り、白人のアメリカ人女性と結婚する。ピンカートンは新しい妻と共に日本に戻ると、蝶々さんはピンカートンとの子を出産していたが自害する。
このオペラは現在でも大人気であるが、ミソジニーで人種差別的であるとし、また世界中でイエローフェイスを助長するとして批判の対象ともなっている。控えめなアジア人女性を従わせる優勢な白人男性という概念を永続させている。しかしこのオペラはピンカートンの非難されるべき行為を描き、そのリブレットは蝶々さんが不当な扱いを受け同情や尊敬に値する存在として描いている。
1915年、シドニー・オルコット監督によるサイレント映画『蝶々夫人 (1915年の映画)』が製作され、メアリー・ピックフォードが主役の蝶々さん役を演じた。1932年にはシルヴィア・シドニーの蝶々さんとケーリー・グラントのピンカートンという配役で再映画化されている。（日本語題『お蝶夫人』）

### 『禁断の都』
1918年、『禁断の都』が公開された。中国の姫(ノーマ・タルマッジ)とアメリカ人男性の異人種間の恋愛を描いている。姫は妊娠していることを臣下らに知られ死刑宣告を受ける。終盤、タルマッジは二役として大人になった姫の子を演じ、フィリピンに父を探しに行く。

### 『ミスター・ウー』
『ミスター・ウー』は元々ハロルド・オウエン、ハリー・M・ヴァーノン脚本による舞台作品であった。1913年、ロンドンのウエスト・エンドで初演されマシソン・ラングが最初のミスター・ウー役となった。ラングによるこの役は大変人気となり、1919年の映画版『ミスター・ウー (1919年の映画)』でも主演した。以降も全てではないが東洋の役を演じ続け、1940年の自伝は『Mr. Wu Looks Back 』(ミスター・ウーの回顧録)との題名が付けられた。
1914年10月14日、ニューヨークでアメリカ初演となった。俳優フランク・モーガンが本名のフランク・ウッパーマン名義でブロードウェイのオリジナル・キャストとなった。
1927年の映画『ミスター・ウー』にはロン・チェイニーとレネー・アドレーが出演した。綿やコロジオンを使用した特殊メイクで頬骨や唇を作り、鼻孔に葉巻パイプの先を入れ、着色したフィルムで長い爪を作った。チェイニーは目を東洋風にするため魚の皮革を使用し、白髪はフー・マンチュー風の独特なヤギひげを作るのに使用された。

### 『散り行く花』
映画『散り行く花』はトーマス・バーク著『ライムハウス夜景集』に収録された短編小説『中国人と子供』を基にしている。1919年、黄禍論と呼ばれるアメリカ国内での反中感情が高まった時代に公開された。D・W・グリフィス監督はバークによる原作を寛容さを促す物語に作り替えた。バークの原作では、上海の下劣な若い浮浪者である中国人主人公がアヘン窟や売春宿に度々出入りし、海軍に無理矢理入る。一方映画では仏教伝道師で釈迦の教法と平和を広めることを目標としている。彼は最悪の状態でも仲間を闘争から救う。

## クラシック・ハリウッド映画

### 『大地』

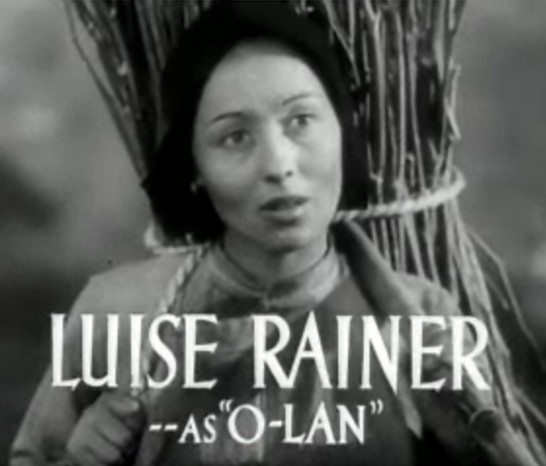
阿藍役のルイーゼ・ライナー

1937年の映画『大地』は生活に困窮している中国人農民についての物語である。1931年のノーベル賞受賞作家パール・S・バック著の小説『大地』を基に、ドナルド・デイヴィスとオウエン・デイヴィスが舞台化し、それをタルボット・ジェニングス、テス・スレシンジャー、クローディン・ウエストが映画化し、シドニー・フランクリン、ヴィクター・フレミング(クレジット無し)、グスタフ・マハティ(クレジット無し)が監督した。
製作費は当時破格の280万ドルで、製作に3年かかった。原作者バックは全ての出演者を中国人または中国系アメリカ人にしたかったが、映画会社は著名なアメリカ人スターを起用したかったため（ヨーロッパ出身であるがアメリカ映画での実績を持つ）ポール・ムニとルイーゼ・ライナーが主演することになった。前年、ムニは『科学者の道』でアカデミー主演男優賞、ライナーは『巨星ジーグフェルド』でアカデミー主演女優賞を獲得していた。アメリカ人俳優を起用したことについてプロデューサーのアーヴィング・タルバーグは「イリュージョンを作りあげるため」と語った。
1935年、メトロ・ゴールドウィン・メイヤー(MGM)が映画を検討した際、アンナ・メイ・ウォンが阿藍役候補とされていた。しかし王龍役のムニはヨーロッパ系であったため、ヘイズ・コードの異人種間混交禁止法により相手役も白人女性でなくてはならなかった。MGMは阿藍役を白人女優のライナーに与え、ウォンには悪役であるロータス役を依頼したが、作品中で唯一の中国系アメリカ人が悪役を演じることになるためウォンはこれを拒否した。ウォンは「私はこの役を演じません。阿藍役であれば喜んで引き受けます。しかしあなたは中国人登場人物全てをアメリカ人が演じる映画で、中国人として冷淡な役を演じろというのですね」と語った。MGMがアメリカ映画で最も有名な中国人登場人物にウォンを配役しなかったことは「1930年代、最も差別的な配役の1つ」とされている。
1938年、第10回アカデミー賞においてアカデミー作品賞、アカデミー監督賞(シドニー・フランクリン)、アカデミー主演女優賞(ルイーゼ・ライナー)アカデミー撮影賞(カール・フロイント)、アカデミー編集賞(ベイゾー・ランゲル)の5部門にノミネートされ、主演女優賞と撮影賞を受賞した。映画が公開された年、ウォンは『ルック (アメリカ合衆国の雑誌)』誌第2号の表紙を飾り、「世界一美しい中国人少女」と記された。アメリカでの「ドラゴン・レディ」のステレオタイプとして、この表紙写真では短剣を手にしていた。

### 『ティファニーで朝食を』
1961年の映画『ティファニーで朝食を』は主役ホリー(オードリー・ヘップバーン)の近所の住民である歯並びの悪い日本人ユニオシがステレオタイプで描かれているとして批判されている。ユニオシ役のミッキー・ルーニーは日本人に似せるため風刺的に化粧を施した。
45周年記念DVDにおいて、プロデューサーのリチャード・シェファードは謝罪を繰り返し「ルーニーの様相を変えたら面白い映画になると思った」と語った。ブレイク・エドワーズ監督は「思い返せば、私はそうするべきではなかった…次があれば他の人を配役する。でももう仕方がない。前向きにいこう」と語った。2008年、映画についてのインタビューにて87歳となったルーニーは批判について心を痛めているとしつつ、自身は役について文句を言われたことはないと語った。

### フー・マンチュー
1929年、アメリカ映画『倫敦の秘密』でスウェーデン系アメリカ人俳優ウォーナー・オランド演じるフー・マンチューが初登場した。オランドは1930年の『続フーマンチュー博士』、1931年の『龍の娘』でも同役を演じた。1931年のミュージカル映画『パラマウント・オン・パレイド』でオランドはファイロ・ヴァンス、シャーロック・ホームズを殺害するデビル・ドクターとして登場している。
1932年、映画『成吉思汗の仮面』ではボリス・カーロフがフー・マンチュー役を演じた。長らくこの映画のトーンは人種差別的、攻撃的とされているが、そのユーモアとグラン・ギニョールな装置でカルト映画ともされている。長年この映画は封印されていたが、再評価されてノーカットDVD版が公開された。

### チャーリー・チャン
1930年代から1940年代、中国系アメリカ人探偵チャーリー・チャンが白人俳優ウォーナー・オランド、シドニー・トラー、ローランド・ウインターズにより演じられていた。スウェーデン生まれのオランドは他の2人と違い、当時の同僚たちによると元々アジア風の顔立ちであったため特殊メイクは必要なかった。彼は『上海特急』(1932年)、『彩られし女性』(1934年)、『倫敦の人狼』(1935年)を含む他の映画でもアジア人を演じた。
ちなみに数十年後、アメリカのテレビ俳優カイ・ディはアフリカ系およびヨーロッパ系の流れを汲んでいるが、その顔立ちから東アジア人に配役されることが多く、アジア系俳優のリストにも含まれることがあった。

## 関連事項
- アメリカ合衆国の舞台芸術における東アジア人の描かれ方
- アメリカ合衆国における東アジア人のステレオタイプ
- ホワイトウォッシング (配役)
- ブラックフェイス
- 武道の老師